# Arboricornus nigrata
Arboricornus nigrata är en fjärilsart som beskrevs av W. Warren 1913. Arboricornus nigrata ingår i släktet Arboricornus och familjen nattflyn. Inga underarter finns listade i Catalogue of Life.